# Chileense presidentsverkiezingen 1910
De Chileense presidentsverkiezingen van 1910 waren vervroegde verkiezingen omdat zittend president Pedro Montt op 16 augustus van dat jaar tijdens een bezoek aan Duitsland overleed en zijn Elías Fernández Albano, die kort daarop benoemd werd tot waarnemend president, binnen een maand overleed. De vicepresident, Emiliano Figueroa, besloot daarop vervroegde presidentsverkiezingen uit te schrijven. Omdat Chili haar honderdjarig bestaan als onafhankelijke natie vierde, besloten alle politieke partijen als een soort geste van eensgezindheid de liberaal Ramón Barros naar voren te schuiven als presidentskandidaat. Hij werd op 15 oktober 1910 unaniem tot president gekozen.
| Kandidaat | Kandidaat | Kandidaat         | Partij | Partij                       | Stemmen | Percentage |
| --------- | --------- | ----------------- | ------ | ---------------------------- | ------- | ---------- |
|           |           | Ramón Barros Luco |        | Alianza Liberal/Coalición/PL |         |            |
| Totaal    | Totaal    | Totaal            |        |                              | 268     | 100%       |

## Bron
- (es)  Elección Presidencial 1906